# Dropla, Dobrici
Dropla (în bulgară Дропла, în română Dropia) este un sat în comuna Balcik, regiunea Dobrici, Dobrogea de Sud, Bulgaria. 
Între anii 1913-1940 a făcut parte din plasa Balcic a județului Caliacra, România. Satul avea populație majoritară românească. Lângă localitate au mai existat două așezări (azi dispărute) numite în timpul administrației românești Târnofca și Resiler (Ralitsa în bulgară).

## Demografie
Componența etnică a satului Dropla
     Turci (21,62%)
     Bulgari (41,31%)
     Nicio identificare (37,06%)
     Altele (0%)
La recensământul din 2011, populația satului Dropla era de 259 locuitori. Nu există o etnie majoritară, locuitorii fiind bulgari (41,31%) și turci (21,62%). Pentru 37,06% din locuitori nu este cunoscută apartenența etnică.